# Gärten bei Wöhrd
Der ehemalige Stadtteil Gärten bei Wöhrd (amtlich Gärten b.Wöhrd) ist der Name der Gemarkung 3419 im Osten Nürnbergs. Sie liegt in den Statistischen Stadtteilen 0 Altstadt und engere Innenstadt und 2 Weiterer Innenstadtgürtel West/Nord/Ost. Auf dem Gebiet der Gemarkung liegen die Statistischen Bezirke 08 Pirckheimerstraße und 26 Maxfeld im Nordwesten, 09 Wöhrd und 27 Veilhof im Südosten.

## Geographie

### Lage
Der ehemalige Stadtteil Gärten bei Wöhrd grenzt im Norden an den Stadtpark, im Nordosten liegt der Berliner Platz, im Osten liegt der Rennweg. Die südöstliche Grenze bilden Veilhof und der Wöhrder See, im Süden liegen Gebiete von Wöhrd. Westlich begrenzen Laufertorgraben, Rathenauplatz und Maxtorgraben das Gebiet.
Die Gemarkung 3419 umfasst den PLZ-Bezirk 90489 und folgende Straßen:

Adamstraße, Äußere Cramer-Klett-Straße, Äußere Sulzbacher Straße, Deichslerstraße, Dr.-Gustav-Heinemann-Straße, Fechnerstraße, Feldgasse, Felseckerstraße, Fichtestraße, Flötnerstraße, Freytagstraße, Georg-Strobel-Straße, Harmoniestraße, Hohfederstraße, Krellerstraße, Künhoferstraße, Lautensackstraße, Lenbachstraße, Merkelsgasse, Nunnenbeckstraße, Rathenauplatz, Riehlstraße, Rudolphstraße, Sensenschmidstraße, Siebmacherstraße, Stabiusstraße, Stresemannplatz, Sulzbacher Straße, Waechterstraße, Werderstraße.

### Statistische Distrikte
Im Norden der Gemarkung liegen Teile der Distrikte 261 Maxfeld (Schopenhauerstraße), 262 Maxfeld (Stadtpark), 90 Wöhrd (Rennweg) und 82 Pirckheimerstraßeße (Ost), im südlichen Teil liegt der Distrikt 92 Wöhrd (Nunnenbeckstraße) komplett auf dem Gebiet, die Distrikte 91 Wöhrd (Handwerkskammer), 93 Wöhrd (Zentrum), 94 Wöhrd (Fachhochschule) teilweise und im Südosten liegen Teile der Distrikte 272 Veilhof (Hohfederstraße) und 273 Veilhof (Wöhrder See) auf dem Gemarkungsgebiet.

## Geschichte
Das Gebiet Gärten bei Wöhrd umfasste die Gartenanwesen nördlich, westlich und östlich von Wöhrd.
Gegen Ende des 18. Jahrhunderts gab es in Gärten bei Wöhrd 6 Anwesen und in Auf der Mistgruben 10 Anwesen. Das Hochgericht übte die Reichsstadt Nürnberg aus, was aber vom brandenburg-bayreuthischen Oberamt Baiersdorf bestritten wurde. Alleiniger Grundherr war das Landsteueramt der Reichsstadt Nürnberg.
Von 1797 bis 1810 unterstand der Ort dem Justiz- und Kammeramt Wöhrd-Gostenhof. 1810 kam Gärten bei Wöhrd zu Bayern. Im Rahmen des Gemeindeedikts wurde 1813 der Steuerdistrikt Gärten bei Wöhrd gebildet. Im selben Jahr entstand die Ruralgemeinde Gärten bei Wöhrd, die deckungsgleich mit dem Steuerdistrikt war. Sie war in Verwaltung und Gerichtsbarkeit dem Landgericht Nürnberg zugeordnet und in der Finanzverwaltung dem Rentamt Erlangen. In der freiwilligen Gerichtsbarkeit unterstand 1 Anwesen von 1825 bis 1836 dem Patrimonialgericht Fischbach und 2 Anwesen von 1821 bis 1834 dem Patrimonialgericht Lohe und Behringersdorf. Am 1. Oktober 1825 wurde Gärten bei Wöhrd nach Nürnberg eingemeindet.
In der zweiten Hälfte des 19. Jahrhunderts begann die Bebauung, ausgehend von der heutigen Georg-Strobel-Straße nördlich bis an die Sulzbacher Straße und im Osten bis zum Oberveilhof. Anfang des 20. Jahrhunderts war der Stadtteil Gärten bei Wöhrd mit dem benachbarten Rennweg zusammengewachsen.

### Einwohnerentwicklung
| Jahr      | 001818 | 001824 | 001840 | 001871 | 001885 |
| Einwohner | 510    | 483    | 576    | 3251   | 7351   |
| Häuser    | 45     | 81     | 58     |        | 510    |
| Quelle    | [ 9 ]  | [ 10 ] | [ 11 ] | [ 12 ] | [ 13 ] |

## Religion
Die Einwohner evangelisch-lutherischer Konfession sind in die Reformations-Gedächtnis-Kirche bzw. nach St. Bartholomäus gepfarrt, die Einwohner römisch-katholischer Konfession sind nach St. Josef gepfarrt.